# Юнг-Штиллинг, Элиза
Элиза Юнг-Штиллинг (нем. Elisa Jung-Stilling, латыш. Elīze Junga-Štilinga; 9 сентября 1829 — 10 июля 1904) — остзейская художница и педагог.

## Биография
Элиза Юнг-Штиллинг родилась 9 сентября 1829 года в Митаве (ныне Елгава) в прибалтийско-немецкой семье.
Брала частным образом уроки у художника Юлиуса Дёринга, учившегося в Дрезденской академии живописи, скульптуры, гравюры и архитектуры.
Работала школьной учительницей в различных учебных заведениях, на летних каникулах брала дополнительные уроки живописи в Дрездене, Карлсбаде и Мюнхене. В 1863—1895 преподавала рисование в Рижской городской женской гимназии. В 1873 году основала частную школу рисования и живописи, получившую в 1879 году официальный статус. Школа просуществовала до 1904 года, на её основе в 1906 году было создано Рижское городское художественное училище.